# Cranberry Islands
Die Cranberry Islands sind eine Inselgruppe und als Cranberry Isles eine Town im US-Bundesstaat Maine.

## Lage
Die fünf Inseln befinden sich im Hancock County südlich von Mount Desert Island und schirmen den Somes Sound vom Atlantik ab.
Die Inselgruppe besteht aus:
1. Great Cranberry Island
2. Little Cranberry Island
3. Sutton Island
4. Baker Island
5. Bear Island

Die Gesamtfläche der in der Stadt Cranberry Isles zusammengefassten Inseln beträgt 109,8 Quadratkilometer, dabei entfallen allerdings nur 8,2 Quadratkilometer auf Landfläche.

## Bevölkerung
Nur Great Cranberry Island und Little Cranberry Island sind dauerhaft besiedelt, die Anzahl der Bewohner laut Volkszählung des Jahres 2010 betrug 141. Auf Sutton Island befinden sich zahlreiche Sommerhäuser.

## Weblink
- https://www.cranberryisles.com/